# Parafia unicka św. Nikity Męczennika w Kostomłotach
Parafia Unicka pw. św. Męczennika Nikity – parafia w Kostomłotach.
Jedyna na świecie parafia katolicka obrządku bizantyjsko-słowiańskiego (neounicka). Do parafii w 2017 roku należało 124 wiernych. Cmentarz parafialny znajduje się 500 metrów od cerkwi. Od 2016 roku opiekę duszpasterską i jurysdykcję nad parafią sprawuje biskup Kazimierz Gurda.

## Historia parafii
W 1631 roku zbudowano nową unicką cerkiew w Kostomłotach i od tego roku datuje się istnienie parafii. W tymże roku Teodora z Pryłuk wraz z rodziną ufundowała dla cerkwi ikonę świętego Nikity męczennika.
W wyniku rozbiorów Polski granice diecezji zostały dostosowane do granic państwowych i tak parafia w Kostomłotach znalazła się w diecezji chełmskiej. W 1840 roku parafia, którą stanowiła wieś Kostomłoty należała do dekanatu kodeńskiego i liczyła 484 wiernych. W 1852 właściciel Kostomłotów Jan Łaski z własnych funduszy przeprowadził gruntowny remont świątyni parafialnej.
W 1875 roku parafia w Kostomłotach wraz z całą diecezją chełmską na mocy edyktu likwidującego Kościół unicki w granicach Królestwa Polskiego została przez rząd carski oficjalnie włączona do Rosyjskiego Kościoła Prawosławnego. Wówczas duszpasterzem w parafii był ksiądz Henryk Kaliński. W latach 1875–1915 parafią administrowali duchowni prawosławni, początkowo w strukturach eparchii chełmsko-warszawskiej, a od 1905 – eparchii chełmskiej.
31 stycznia 1927 roku na prośbę części mieszkańców Kostomłotów i okolic decyzją biskupa siedleckiego Henryka Przeździeckiego erygowano parafię greckokatolicką obrządku bizantyjsko-słowiańskiego (neounicką). Tego samego dnia została przez biskupa zatwierdzona rada parafialna. Duszpasterzem kostomłockiej parafii został ksiądz Eugeniusz Różycki pełniący dotychczas urząd proboszcza w parafii greckokatolickiej obrządku bizantyjsko-słowiańskiego w Zabłociu. Utworzona parafia obejmowała następujące wsie: Kostomłoty, Okczyn, Kopytów, Kąty, Kożanówkę, Dobratycze, Kołpin i Ogrodniki z których do neounii przystąpiły 363 osoby. Na zaproszenie biskupa Henryka Przeździeckiego w dniach 25–26 czerwca 1931 roku, neounicką parafię w Kostomłotach odwiedził Wizytator Apostolski obrządku bizantyjsko-słowiańskiego biskup Mikołaj Czarnecki. W tym czasie parafia liczyła 273 osoby.
Od początku II wojny światowej do listopada 1941 roku zarekwirowana plebania służyła za kwaterę żołnierzy niemieckich. 22 sierpnia 1940 roku proboszczem w Kostomłotach został ks. Aleksander Przyłucki. Jako zarządca parafii nie dopuścił do ponownego przejęcia cerkwi i plebanii przez prawosławnych.
Po ustaniu działań wojennych 23 maja 1944 roku odbyła się wizytacja kanoniczna parafii, której dokonał administrator diecezji podlaskiej biskup Czesław Sokołowski. W 1947 roku w ramach zorganizowanej przez władze Polski Ludowej akcji „Wisła” niemalże wszystkich mieszkańców parafii kostomłockiej wywieziono na Ziemie Odzyskane. W parafii pozostawiono tylko starców i tych, którym nie pozwalał na to stan zdrowia. Pozostał również ks. Aleksander Przyłucki. 18 listopada 1947 roku parafię wizytował dziekan dekanatu terespolskiego ks. Roman Soszyński, który zapisał w protokole powizytacyjnym: „Cerkiew wymaga remontu, dochodów parafia nie ma bo wiernych wywieziono w olsztyńskie. Ziemia parafialna leży odłogiem”. Ten stan trwał do 1956 roku, kiedy to komunistyczne władze zezwoliły przesiedleńcom okręgu bialskopodlaskiego na powrót do miejscowości, z których zostali wysiedleni.
10 kwietnia 1968 roku na administratora parafii został mianowany ks. Roman Piętka ze Zgromadzenia Księży Marianów. 4 czerwca 1974 parafię wizytował kardynał Stefan Wyszyński. W 1975 roku rozpoczęte zostały gruntowne prace remontowe parafialnej cerkwi oraz budynków należących do parafii. W 1988 roku z okazji 1000-lecia chrztu Rusi parafialna cerkiew została ozdobiona polichromią. W czasie posługi księdza Romana Piętki cerkiew parafialna stała się znanym w Polsce Sanktuarium Unitów Podlaskich odwiedzanym przez licznych pielgrzymów, a także częstym miejscem rekolekcji odbywanych zarówno przez grekokatolików jak i rzymskich katolików zarówno z Polski jak i z zagranicy. W parafii działa Centrum Ekumeniczne które odwiedzają działacze ekumeniczni oraz teologowie, by na odbywających się od kilkunastu lat Spotkaniach Ekumenicznych modlić się o jedność Kościoła. Od 1 września 2007 do 30 czerwca 2019 roku obowiązki proboszcza pełnił ks. Zbigniew Nikoniuk, a od 1 lipca 2019 roku funkcję tę sprawuje ks. Piotr Witkowicz.

## Jurysdykcja nad parafią neounicką
- 1927–1939 – biskup siedlecki Henryk Przeździecki
- 1939–1946 – biskup siedlecki Czesław Sokołowski
- 1946–1948 – prymas Polski August Hlond
- 1948–1981 – prymas Polski Stefan Wyszyński
- 1981–2007 – prymas Polski Józef Glemp
- 2007–2015 – biskup siedlecki Zbigniew Kiernikowski
- od 2016 – biskup siedlecki Kazimierz Gurda

## Księża pracujący w parafii
- XVIII wiek – ks. Jan Eliaszewicz, proboszcz
- XIX wiek – ks. Jozafat Terlikiewicz, administrator[9]
- ?-1875 – ks. Henryk Kaliński
- 1927 – ks. Eugeniusz Różycki
- 1927 – ks. Teodor Czystowski
- 1927 – ks. Eugeniusz Spytecki
- 1927-1928 – ks. Leon Tychowski
- 1928 – ks. Mikołaj Szymański-Dobrowolski
- 1928 – ks. Michał Sułkowski, administrator
- 1928-1940 – ks. Aleksander Nikolski
- 1940 – ks. Jan Czornak, proboszcz
- 1940-1969 – ks. Aleksander Przyłucki, proboszcz
- 1969-2007 – ks. Roman Piętka, proboszcz
- 2007 – ks. Maciej Zachara[10]
- 2007-2019 – ks. Zbigniew Nikoniuk, proboszcz
- od 2018 – ks. Piotr Witkowicz, proboszcz od 2019